# Чабан, Владислав Юрьевич
Владисла́в Ю́рьевич Ча́бан (укр. Владислав Юрійович Чабан; род. 22 января 2003, Львов, Украина) — украинский футболист, полузащитник клуба «Ингулец».

## Биография
Воспитанник львовских «Карпат», в футболке которых с 2016 по 2020 год выступал в ДЮФЛУ. В сезоне 2020/21 играл за «Аександрию» в юношеском чемпионате Украины, также дважды попадал в заявку «алексов» на поединки молодёжного чемпионата Украины, но в обоих случаях оставался на скамейке запасных в течение всех 90 минут. Первую часть сезона 2021/22 отыграл в юношеской команде «Миная».
В конце февраля 2022 года перешёл в «Ингулец», где сначала играл за юношескую команду. за первую команду петровчан дебютировал 2 августа 2023 года в победном (4:3) домашнем поединке второго раунда кубка Украины против запорожского «Металлурга». Владислав вышел на поле в стартовом составе, а на 62-й минуте его заменил Ярослав Богунов. В Первой лиге Украины дебютировал 24 сентября 2023 года в победном (2:1) выездном поединке 9-го тура группы Б против «Горняка-Спорта». Чабан вышел на поле на 87-й минуте вместо Ярослава Богунова, а на 88-й минуте получил жёлтую карточку. В первой половине сезона 2023/24 выходил на поле в 3-х матчах Первой лиги Украины и 2-х поединках национального кубка.
22 марта 2024 года свободным агентом перебрался в «Хуст». В футболке клуба из одноимённого города дебютировал 23 марта 2024 года в победном (4:1) домашнем поединке 1-го тура раунда на выбывание Первой лиги Украины против запорожского «Металлурга». Владислав вышел на поле на 46-й минуте вместо Дениса Курильца, а на 73-й минуте отличился первым голом во взрослом футболе. Во второй половине сезона 2023/24 сыграл 8 матчей (4 гола) в Первой лиге и 2 поединка в плей-офф за право сохранения места в Первой лиге.
В начале августа 2024 года вернулся в «Ингулец». Дебютировал за петровский клуб 10 августа 2024 года в ничейном (0:0) выездном поединке 2-го тура Премьер-лиги Украины против ковалёвского «Колоса». Чабан вышел на поле на 90-й минуте вместо Романа Волохатого.